# John Gould
John Gould (Lyme Regis, 14 settembre 1804 – Londra, 3 febbraio 1881) è stato un ornitologo e naturalista britannico.

## Biografia
John Gould era destinato fin dalla giovinezza a seguire la carriera paterna di giardiniere presso il Castello di Windsor, ma grazie alle sue precoci conoscenze in tassidermia ebbe l'occasione di entrare a soli 23 anni (1827) nel Museo della Zoological Society di Londra, come conservatore. 
La sua vita subì una svolta notevole quando nel 1829 sposò Elizabeth Coxen. La giovane era dotata di buone conoscenze artistiche, che il marito sfruttò quando decise di pubblicare un libro illustrato su alcune rare specie di uccelli dell'Himalaya. La moglie non solo eseguì i disegni su lastra litografica, ma li dipinse all'acquarello. Nel frattempo Gould affinava le sue conoscenze artistiche e scientifiche in ornitologia, consultando i migliori lavori del tempo, in particolari quelli di John James Audubon, William Swainson e Thomas Bewick. Tra il 1832 e il 1837 comparve The Birds of Europe, opera in 5 volumi e con ben 448 tavole litografate e colorate a mano. Per la gigantesca impresa Gould si valse della collaborazione della moglie e del celebre poeta e pittore inglese Edward Lear. Una prerogativa che salvò sin dall'inizio Gould dal tracollo economico fu quella di affrontare questi dispendiosi lavori facendoli uscire in sottoscrizione e a fascicoli. 
Dopo un viaggio in Australia e in Tasmania, pubblicò, con l'aiuto di Elizabeth per i primi volumi, The Birds of Australia (1840-1848) in ben 7 volumi e 600 tavole, cui seguì tra il 1851 e il 1869 un Supplement di 81 tavole. Nel 1841 la moglie di Gould morì di parto. Pur non trovando pace per la perdita, Gould riuscì a pubblicare altri notevoli lavori, servendosi soprattutto della collaborazione di valenti litografi (Henry Constantine Richter e William Hart) e artisti (Joseph Wolf). Il risultato migliore fu la comparsa tra il 1862 e il 1873 di The Birds of Great Britain, in 5 volumi e con 367 tavole litografate e colorate a mano, da disegni di Gould e Wolf. Di quest'ultimo sono famose le stupende tavole dedicate ai Rapaci diurni e notturni. 
Verso la metà del 1870 Gould iniziò a peggiorare in salute e si spense nel 1881 a 76 anni. Lasciò ben 41 libri, per un totale di 2999 tavole litografate e dipinte a mano, quasi tutte dedicate agli uccelli, consacrandosi così fra i più noti ornitologi inglesi dell'età vittoriana.

## Opere
- John Gould, A monograph of the Ramphastidae, or family of toucans, 1834
- John Gould, The Birds of Europe 5 voll., 1832-1837
- John Gould, Icones avium, or figures and descriptions of new and interesting species of birds from various parts of the globe, 1837-1838
- John Gould, The Birds of Australia 7 voll., 1840-1848
- John Gould, A Monograph of the Macropodidae, or Family of Kangaroos, 2 voll., 1841-1842
- John Gould, Mammals of Australia 3 voll., 1845-1863
- John Gould, A monograph of the Trochilidae, or family of humming-birds 5 voll. (più un supplemento) 1861-1887
- John Gould, The Birds of Asia. Completed after the author's death by R.Bowdler Sharpe 7 voll., 1850-1883
- John Gould, A monograph of the Ramphastidae, or family of toucans, 1854
- John Gould, The Birds of Great Britain, 5 voll., 1862-1873
- John Gould, The Birds of New Guinea and the adjacent Papuan Islands, including many new species recently discovered in Australia 5 voll., 1875-1888
- John Gould, Monograph of the Pittidae. Parte I (tutto pubblicato nel 1880-1881)

| Gould è l'abbreviazione standard utilizzata per le specie animali descritte da John Gould. Categoria:Taxa classificati da John Gould |